# Турецко-египетское вторжение в Мани
Турецко-египетское вторжение в Мани — кампания Освободительной войны Греции 1821—1829 гг., проведенная турецко-египетскими войсками летом 1826 года и ознаменованная сражениями при Верга, у Диро и при Полиараво.

## Предыстория
В конце 1825 г. Ибрагим, приёмный сын правителя Египта Мохаммеда Али, получив к этому времени контроль над юго-востоком и центром п-ва Пелопоннес (Осада Наварино (1825)), был призван на помощь османским войскам осаждавшим город Месолонгион (Третья осада Месолонгиона). После того, как в середине апреля 1826 г. голод вынудил героических защитников города прорываться и Месолонгион пал в руки османов, Ибрагим стал готовиться к возвращению в Пелопоннес, чтобы продолжить дело подавления восстания на полуострове, отданного султаном на откуп египтянам.

## Начало кампании
30 апреля 1826 г. Ибрагим переправился из Средней Греции в Пелопоннес и сконцентрировал свою армию в городе Патры. Послав часть своих сил на юг опустошать провинцию Элида, сам Ибрагим, во главе 7 тыс. солдат, отправился к Калаврита. Ибрагим следовал тактике выжженной земли. Везде, где проходила его армия, она оставляла за собой сожжённые села, уничтоженные посевы, виноградники и сады, оливковые рощи, забирала с собой всех животных, порабощала население.
Население, бросив своё имущество, уходило в горы и искало спасение в лесах и пещерах.
5 мая у Кастраки военачальники Солиотис и Теохаропулос встали на пути Ибрагима и, сражаясь героически, вынудили Ибрагима лично возглавить атаку своих регулярных войск.
.
После того как египтяне обошли фланги повстанцев, те были вынуждены отойти к, ещё в снегах, вершине горы Хелмос. За повстанцами стало уходить и население: женщины, дети, старики — 8 тыс. душ искали спасение у вершины.
Египтяне устроили погоню за гражданским населением. Многие, включая и самих египтян, разбились, многие женщины и матери с младенцами в руках падали в пропасти, чтобы не попасть в рабство.
.
В этом трагическом бегстве населения около 600 женщин и детей разбилось, 200 было убито египтянами и 250 было пленено. Ибрагим сжёг села вокруг Клукина и всё, что осталось от монастыря Св. Лавры, сожжённого годом ранее. 10 мая Ибрагим прибыл в Триполис.

## Мессения

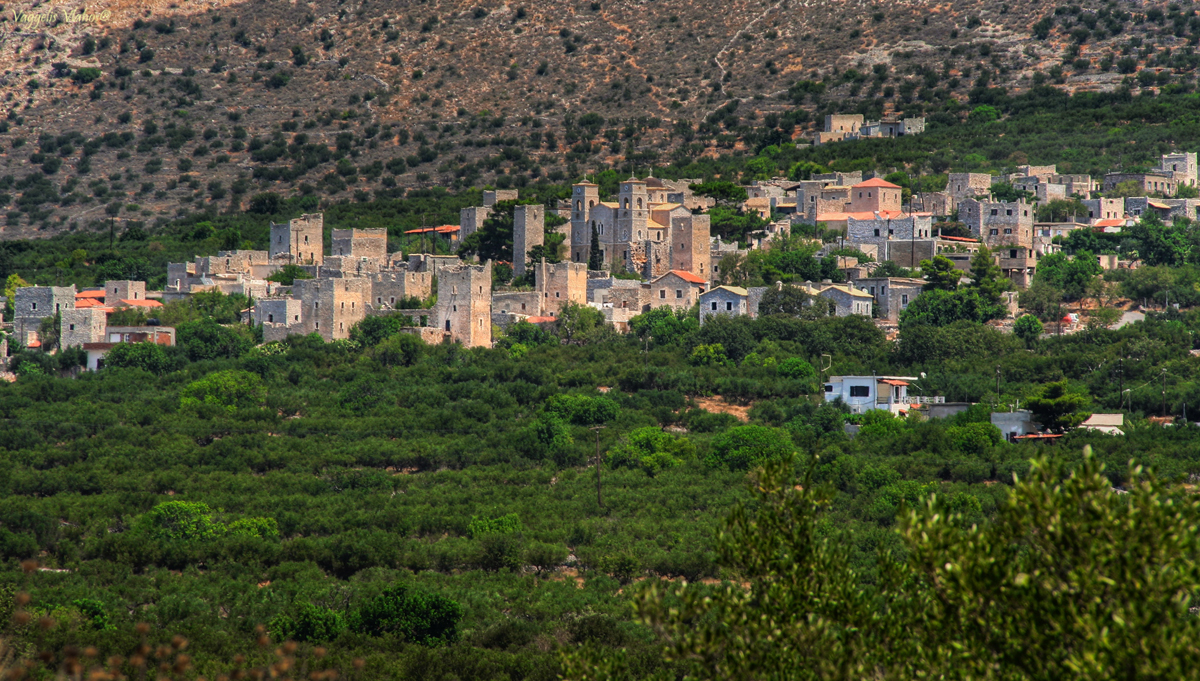
Деревня Мани

Ибрагим стал говиться к тому, что с самого начала его высадки на Пелопоннес было необходимым условием для покорения полуострова.
Мани веками была греческой вольницей, платила туркам символическую дань, да и ту часто «забывала» выплатить. Маниаты гордились тем, что они потомки древних спартанцев, каждая из их родовых башен представляла собой крепость и население здесь считали не в душах, а в ружьях.
Ибрагим вышел из Триполиса 17 мая, сжег Андритсену и направлялся на юг, в провинцию Мессения. Встретив сопротивление на перевале Дервени, Ибрагим пошёл через перевал Полиани. Здесь его авангард атаковал Стамателопулос, Никитас. Греки применяли единственную тактику, что им оставалась — тактику партизанской войны.
Ибрагим дошёл до турецкой крепости Метони на юго-западе п-ва, и оттуда послал письмо маниатам, требуя сдачи, и получил следующий ответ:
«Получили твое письмо, где ты угрожаешь, что если мы не покоримся тебе, ты уничтожишь маниатов и Мани. Потому мы тебя ждем, приходи с любыми силами».
Ибрагим направился к городу Каламата с 8 тыс. своих отборных войск.

## Сражение при Верга

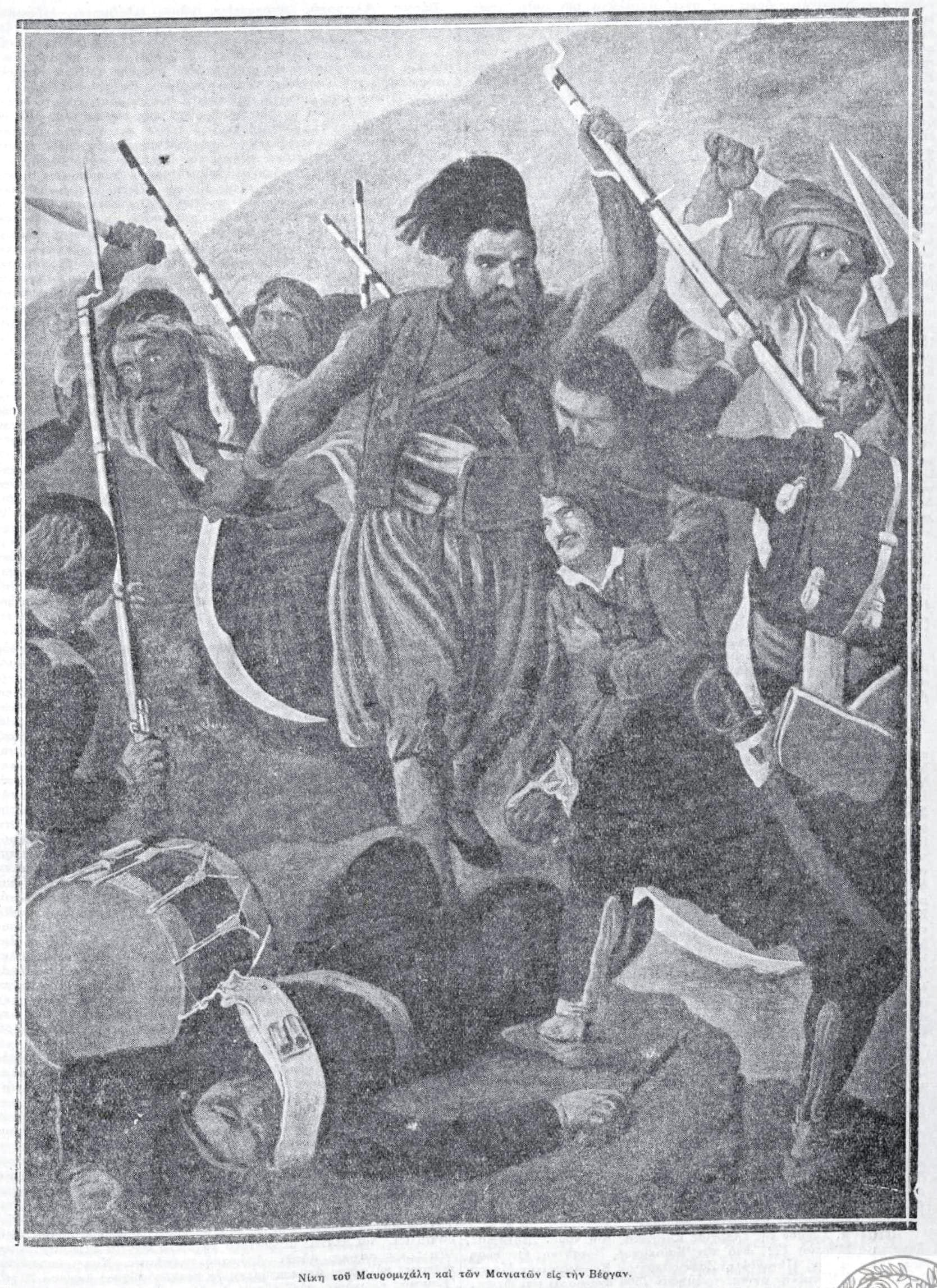
Петер фон Гесс — Сражение при Верга

Флаг Мани. Nίκη ή Θάνατος (Победа или Смерть); Tαν ή επι τας (С щитом или на щите).

Ещё когда Ибрагим только высадился на юго-западе Пелопоннеса (см. Осада Наварино (1825)), маниаты выстроили стенку на дороге ведущей из Каламаты в западную Мани.
Стенка шла от залива Алмирос вдоль, сухого летом, русла речки к обрывистому склону горы Тайгет и была длиной не более 600 м.
Стенка, в силу своей конфигурации, получила название Верга (греч.Βέργα — жердь). Узнав о выступлении Ибрагима, позиции вдоль стенки заняли около 2 тыс. маниатов и 500 взявших оружие беженцев из Мессении под командованием А.Мавромихалиса, Илиаса Кацакоса, Г.Кумунтуракиса, Г.Григоракиса, Н.Пьеракоса (Историк Д.Фотиадис всё же считает, что число маниатов и вооружённых беженцев достигало 5 тыс. человек).
20 июня египетская армада начала обстрел залива Алмирос, откуда стенка начиналась и шла в гору.
22 июня Ибрагим бросил в атаку свою кавалерию и 9 батальонов регулярной пехоты.
Сражение продолжалось 10 часов и в течение этих 10 часов Ибрагим предпринял 10 атак.
Но стена маниатов была намного мощнее неказистой стенки из сырца и камней.
К вечеру египтяне с позором отошли.
Как всегда, цифры о потерях разнятся, но если придерживаться умеренных цифр Спилиадиса, то турко-египтяне потеряли убитыми около 500 человек.

## Избиение у Дирос

Женщина маниот

Ибрагим не мог так легко признать свою первую неудачу. С помощью своих французских штабистов, он разработал план нового наступления. Согласно ему, наступление предполагалось произвести не на всём протяжении стенки, но сконцентрировать усилия в 3-х местах:

1-е: У прибрежного начала стенки.

2-е: В тылу у защитников прибрежной Верги должен был высадиться десант.

3-е: Поскольку все силы маниатов были собраны вдоль стенки, другой десант должен был высадиться далеко от неё, в самом сердце западной Мани в Дирос, 2 км южнее города Ареополис, захватить беззащитный город и отрезать тем самым защитникам стенки путь к отступлению.

24 июня началась атака Ибрагима. Когда обороняющиеся увидели, что Ибрагим атакует прибрежную стенку, то оставили часовню Св. Троицы у горы и бросились туда.
Тем временем египетский флот высадил на побережье Дирос 1500 солдат. Высадка была неожиданной и десант не встретил никакого сопротивления. Гражданское население побежало к Ареополис, думая о переправе на лодках на остров Китира.
Но 300 пожилых маниатов и столько же женщин, вооружённые серпами, дубинками, камнями решили дать бой. И тогда здесь была написана ещё одна славная страница греческой истории, подобная Сулиону в 1803 г., где главными героями стали женщины.
Бросившись с решительностью на египтян, они заставили их отступить к Дирос. По мере того, как египтяне отступали, всё больше бойцов подходило из окрестных сел и тогда началась паника и бегство к шлюпкам. Турко-египтяне стали взывать о помощи к своим кораблям, капитаны которых вооружили шлюпки и послали их на выручку. Одновременно корабли начали непрерывный артобстрел, выпустив около 1 тыс. ядер. Но это не только не устрашило маниатов и маниаток, но увеличило их боевой пыл. Показателен случай маниатки, нагнавшей и утопившей плавающего албанца, как месть за сожжённое поле.
Десант потерял убитыми до 1 тыс. человек.
Ибрагим, как бы это ни было постыдно, должен был согласится с тем, что на этот раз его цель разрушить Мани не удалась.

## Лакония
В первых числах июля Ибрагим со своей армией вернулся в Триполис, дав армии возможность отдохнуть. Собрав подкрепления, он разбил армию на 3 колонны, которые выступили из города 25 июля.
1-я направилась к городку Св. Петра и сожгла сам городок и окрестные села. Однако направившись севернее к Арголиде, встретила сопротивление наспех воздвигнутого бастиона на малом полуострове и его немногочисленных защитников под командованием П.Зафиропулос и С.Стайкопулос. Вскоре к защитникам бастиона подошли Никитас Стамателопулос, Цокрис, Андреас Метаксас и Д.Панас с добровольцами Ионических островов. Атака османов 5 августа захлебнулась и они отступили. 2-я колонна пошла на юг в Лаконию, сожгла городок Прастос и осадила село Кремасти. Жители села оказали сопротивление, но оставшись без воды, через 3 дня приняли решение сдаться. Однако многие девушки и женщины предпочли броситься с обрыва, нежели оказаться в рабстве. 3-я колонна, самая мощная, под командованием самого Ибрагима подошла в середине августа к византийскому городу-крепости Мистра, в нескольких км от древнего города Спарта, но оценив крепость Ибрагим решил, что на её осаду понадобится длительное время. К тому же защитники, под командованием Кумуциотиса, Заропулоса и Барбициотиса, подтвердили его оценку, совершив дерзкую вылазку и атаку на авангард египетской армии. Ибрагим отошёл от Мистраса и спустился к Спарте, в долину реки Эврот. На его пути оказалась бывшая родовая башня турка Мехмет-аги, где заперлись 30 греческих повстанцев во главе с попом. Считая, что он легко возьмет эту башню, Ибрагим атаковал её непрерывно и в конечном итоге потратил на неё 12 дней. Не сумев взять башню атакой, египтяне стали рыть подкоп, чтобы взорвать её. Героические защитники башни совершили прорыв и, что удивительно, прорвались все, кроме трёх, которые вернулись в башню и были взорваны египтянами на следующее утро. 14 августа Никитас Стамателопулос устроил у села Верия засаду 2-й колонне египтян, шедшей на соединение с 1-й. Египтяне вели с собой 300 пленных жителей и 12 тыс. овец и коз. Атака Никитараса была настолько внезапной, что египтяне побросали и пленных, и животных.

## Сражение при Полиараво
Но действительной стратегической целью Ибрагима по прежнему был Мани.
Три колонны египетской армии соединились. Ибрагим решил войти в Мани с востока, где склоны её гор были более пологими и доступными. Встретив малое сопротивление при Андрувитса, египетская армия вышла к вершинам горы Тайгет, откуда Ибрагим уже видел ненавистный ему Мани. 27 августа Ибрагим подошёл к Маниакова на восточном склоне Тайгета. Здесь на его пути встал П.Косонакос с 300 бойцами. Когда бой разгорелся, подоспел И.Кацакос с ещё 300 бойцами и ударил египтянам в тыл. Египтяне были вынуждены отступить к Пасава. Здесь к ним добровольно перешёл Боснас, возглавлявший маленький маниатский клан. Как новый Эфиальт, Боснас повел египтян по известным ему тропам к Десфина. Здесь в родовой башне засел Стафакакос со своей семьей. Боснас пытался переманить и его на сторону Ибрагима. Стафакакос подозвал его поближе на разговор и пустил предателю пулю в лоб. Озверевший Ибрагим атаковал башню и, не сумев взять её атакой, дал приказ обложить её и сжечь. Стафакакакос и его семья погибли.
28 августа армия Ибрагима подошла к Полиараво и население стало убегать, пока одна местная женщина не выкрикнула: «убегайте трусы, я останусь защищать ваш дом». Тогда деревенский поп Иконому, со своими сыновьями и ещё 90 односельчанами, заперлись в свои башни и 6 часов держали оборону против Ибрагима. За это время к Полиараво подоспели со своими отрядами Цалафатинос, братья Ятракос, Константинос Мавромихалис, Кацакос — в общей сложности 2 тыс. бойцов. Ход сражения изменился. Ибрагим и его армия бежали в панике, оставив в Полиараво 400 трупов своих солдат.

## Значение
Если на море Ибрагим знавал поражения от греческого флота (Битва при Геронтас), то на суше египетское вторжение в Мани стало его первой кампанией, которая бесспорно закончилась провалом. До самого конца войны Ибрагим не посмеет вернуться сюда. Он завязнет в партизанской войне, которую методически организовывал против него Колокотрониc.